# Orthetrum brachiale
Orthetrum brachiale é uma espécie de libelinha da família Libellulidae. 
Pode ser encontrada nos seguintes países: Angola, Benim, Botswana, Burkina Faso, Camarões, República Centro-Africana, Chade, Comores, República do Congo, República Democrática do Congo, Costa do Marfim, Egipto, Guiné Equatorial, Etiópia, Gabão, Gâmbia, Gana, Guiné, Quénia, Libéria, Madagáscar, Malawi, Mali, Mauritânia, Maurícia, Moçambique, Namíbia, Níger, Nigéria, Reunião, Seychelles, Serra Leoa, Somália, África do Sul, Sudão, Tanzânia, Togo, Uganda, Zâmbia, Zimbabwe, possivelmente Burundi e possivelmente em São Tomé e Príncipe.
Os seus habitats naturais são: florestas subtropicais ou tropicais húmidas de baixa altitude, savanas áridas, savanas húmidas, matagal árido tropical ou subtropical, matagal húmido tropical ou subtropical, áreas húmidas dominadas por vegetação arbustiva, pântanos, lagos de água doce intermitentes, marismas de água doce e marismas intermitentes de água doce. 